# Carlos Gracie
Carlos Gracie (Belém, 14 de setembro de 1902 – Petrópolis, 7 de outubro de 1994) foi um mestre brasileiro de Jiu-Jitsu. Considerado um dos criadores do sistema de arte marcial brasileira Gracie Jiu-Jitsu, junto com o irmão e aluno Hélio Gracie e, é o lutador precursor que tornou a família Gracie famosa. Carlos Gracie foi grão-mestre em jiu-jitsu brasileiro, faixa vermelha décimo grau. 

## Biografia
Em 1917 Carlos Gracie, aos 14 anos, filho do empresário do ramo da borracha Gastão Gracie, assistiu a uma demonstração de Judô Kodokan (ou Kano Jiu-jitsu) dada por Mitsuyo Maeda, no Teatro da Paz, então incentivado pelo pai decidiu aprender com ele a arte marcial.
Carlos era de estrutura física desvantajosa para combates corporais, encontrou no Judô Kodokan (ou Kano Jiu-jitsu) um meio de obter autoestima e realização. Natural de Belém do Pará, mudou-se para o Rio de Janeiro aos dezenove anos de idade, estabelecendo-se como professor dessa arte marcial. A partir daí, correu todo o Brasil para ministrar aulas e principalmente para desafiar lutadores famosos e com isso provar a superioridade do jiu-jitsu.
Em 1925, ele retornou triunfante ao Rio de Janeiro e abriu a primeira Academia Gracie de Jiu-Jitsu. Seus irmãos Oswaldo e Gastão eram seus assistentes e seus irmãos menores George, com quatorze anos, e Hélio, com doze anos, passaram à sua guarda. Todos aprendiam o jiu-jitsu sob seu comando.
Carlos não desenvolveu apenas sua técnica de treinamento físico e de combate como também toda uma filosofia e até mesmo uma dieta natural, concebida por ele mesmo, que veio a se tornar o embrião do que hoje é conhecido como dieta Gracie.
Disposto a consagrar o jiu-jitsu em todo o país, Carlos iniciou a tradição dos desafios Gracie, eventos nos quais ele convidava para combates os mais possantes lutadores da época, sempre no intuito de atrair a mídia e formar uma tradição familiar de grandes lutadores.
Carlos  fez de quatro a cinco lutas célebres, sendo a última delas contra Rufino, em 1931, e outra no Rio de Janeiro, contra o capoeirista Samuel. 
"Lá pelas tantas o Samuel se viu obrigado a agarrar os testículos dele", rememora Rilion, um dos vinte e um filhos de Carlos e também faixa-preta.
A mais famosa, no entanto, foi um clássico Gracie x Japão, realizado em São Paulo, em 1924, contra Geo Omori, que se proclamava representante do Jiu-Jitsu japonês. Esse foi o combate que mais marcou a carreira de Carlos. Quase ao final dos três rounds de três minutos, ele encaixou uma chave inapelável no braço do adversário e olhou para o árbitro, que mandou seguir a luta. Então Carlos quebrou o braço do rival, mas este não se abalou e ainda causou uma queda em um desconcentrado Gracie, antes do final da luta, que terminou empatada e com ambos se reverenciando, isso em um tempo em que só "batendo ou dormindo" alguém saía derrotado.
A cena mais marcante, porém, ficou por conta da torcida paulista, que atirou os chapéus no ringue tão logo o brasileiro partiu o braço do adversário. 
| “ | Ele se especializou no armlock, atesta sempre orgulhoso Rilion, Pois uma coisa era dar o armlock quando o cara dava bobeira, mas ele avisava antes, "vou te ganhar no armlock," e o cara encolhia o braço. Então ele desenvolveu uma técnica de como buscar o braço quando o cara sabia que ele ia no armlock. A meu ver, isso é o início do aperfeiçoamento do Jiu-Jitsu Brasileiro, que é marcado por induzir o adversário ao erro, onde o mais fraco consegue superar o mais forte". | ” |

Ao se mostrarem capazes de derrotar adversários vinte e até trinta quilos mais pesados, os Gracie conquistaram notoriedade internacional e solidificaram o Gracie Jiu-Jitsu, que se diferencia da forma tradicional desse esporte devido ao aprimoramento da luta de chão e aos golpes de finalização. 
Mais do que isso, eles conseguiram modificar as regras internacionais (estabelecidas pelo Jiu-Jitsu japonês) nas lutas que promoviam e com isso, pela primeira vez no mundo, mudaram a nacionalidade de uma luta ou esporte (ver: comparação entre Jiu-jitsu e Brazilian jiu-jitsu). Hoje o Brazilian Jiu-Jitsu é o estilo dessa arte marcial mais praticado no mundo, até mesmo no Japão.
Carlos Gracie morreu em 7 de outubro de 1994, com a idade de noventa e dois anos.